# 見どころNHK
見どころNHK（みどころえぬえいちけい）は、NHK総合テレビジョンで放送されていた番宣番組である。

## 内容
翌週にかけて放送されるNHKの番組を紹介するとともに、ゲストに番組の見どころを訊くほか、将来放送される番組に関する情報も提供されることがある。
2010年3月11日で放送が終了した。

## 放送時間
すべてJSTで表記する。
2006年度
毎週金曜日　22:50 - 23:00
2007年度
毎週木曜日　22:45 - 22:55
2008年度
毎週金曜日　22:50 - 23:00
2009年度
毎週木曜日　22:45 - 22:55

## 出演者
- 瀬川亮（2006年度）
- 山本志保（NHKアナウンサー、2006年度）
- 小田切千（NHKアナウンサー、2007年度 - 2009年度）
- 加藤夏希（2007年度 - 2009年度）
- 奥田民義　-　ナレーション　（2006年度 - 2009年度）